# 釜山海雲台警察署

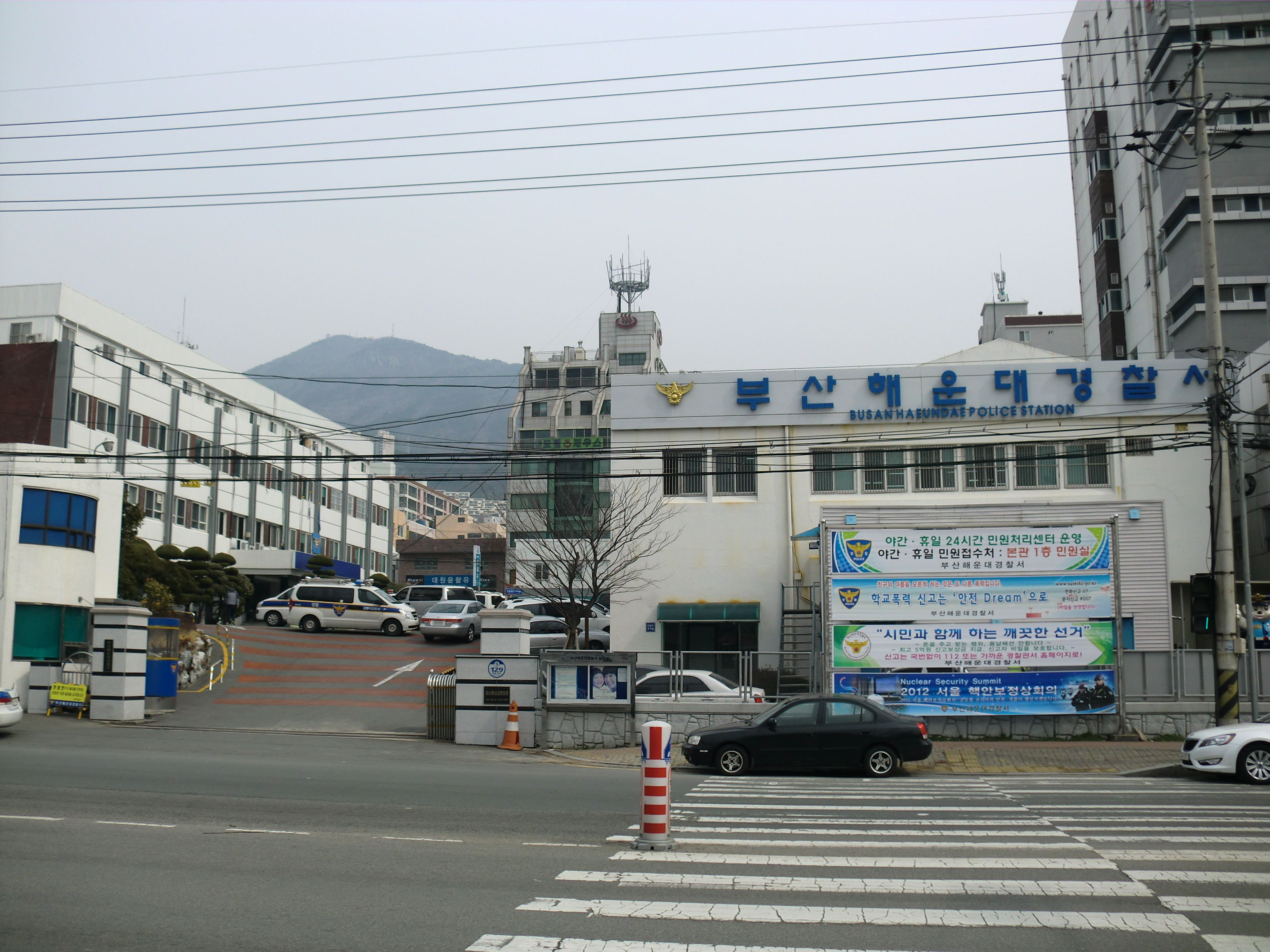
海雲臺警察署

釜山海雲臺警察署（韓語：부산해운대경찰서）是韓國釜山地方警察廳所管轄的一個警察署。

## 管轄區
- 海雲台區

## 历史
- 1977年11月17日 - 從東萊警察署獨立。
- 1995年3月1日 - 從梁山警察署移入四個派出所。
- 2010年12月1日 - 釜山機張警察署成立，移出1個地區隊、2個派出所。

## 管轄地區隊
- 裁松地區隊
- 盤如地區隊
- 佑洞地區隊
- 中洞地區隊
- 佐洞地區隊
- 盤松地區隊

## 管轄派出所
- 盤如2派出所
- 盤石派出所
- 松亭派出所

## 管轄治安中心
- 裁松治安中心
- 盤如3治安中心
- 佑1治安中心
- 駅前治安中心
- 中1治安中心
- 佐2治安中心

## 外部連結
- 釜山海雲台警察署[永久] (韓國)